# Tobias Damm
Tobias Damm (* 30. Oktober 1983 in Homberg (Efze)) ist ein ehemaliger deutscher Fußballspieler und heutiger -trainer. Er war von Oktober 2019 bis Oktober 2023 Trainer des KSV Hessen Kassel. 

## Laufbahn
Zunächst spielte Damm bei der SV 07 Falkenberg (Gemeinde Wabern) in der Jugend. 1987 wechselte er zum FC Homberg 1924 und spielte dort bis 2003. Dann ging er für ein Jahr zum TSV Wabern und anschließend 2004 zum hessischen Oberliga-Aufsteiger 1. FC Schwalmstadt.
2005 wechselte Damm zum Südwest-Oberligisten 1. FSV Mainz 05 II. Am 11. Februar 2006 debütierte der Angreifer in der Schlussphase des Bundesliga-Spiels zwischen dem Hamburger SV und dem 1. FSV Mainz 05 in der höchsten deutschen Spielklasse für die Profimannschaft der Mainzer. Zu Saisonbeginn 2006/07 gehörte Damm zum Mainzer Bundesligakader und stand in den ersten Wochen regelmäßig in der Startelf. Sein einziges Bundesligator erzielte Damm am ersten Spieltag der Saison 2006/07 in der Partie gegen den Aufsteiger VfL Bochum (Endstand: 2:1).
In der Winterpause 2006/07 wurde Damm bis zum Saisonende an den Wuppertaler SV Borussia (Regionalliga Nord) ausgeliehen, für den er in 17 Saisonspielen neun Tore erzielte. Er kehrte nach Saisonende zunächst zu Mainz 05 zurück. Kurz vor Saisonbeginn (August 2007) wechselte Damm zurück nach Wuppertal, da er sich in der Saisonvorbereitung gegen seine Stürmerkollegen bei Mainz 05 nicht hatte durchsetzen können. In Wuppertal erhielt er einen Vertrag über eine Laufzeit von drei Jahren.
Ab der Saison 2010/11 spielte Damm in der viertklassigen Regionalliga Süd und später Südwest für den KSV Hessen Kassel. In seiner ersten Saison erzielte er mit 15 Treffern die meisten Tore des Vereins. Sein Vertrag in Kassel lief bis Sommer 2017. Parallel dazu arbeitet er für Volkswagen. Beim letzten Heimspiel der Saison 2016/17 teilte Damm sein Karriereende als Spieler mit; weiterhin blieb er dem KSV ab der Spielzeit 2017/18 als Co-Trainer verbunden; zunächst in der Regionalliga, dann ab 2018/19 in der fünfklassigen Hessenliga. Am 9. Oktober 2019 übernahm er die Mannschaft als Cheftrainer, nachdem sich der Verein von Dietmar Hirsch getrennt hatte. Zusammen mit seinem Co-Trainer Sebastian Busch unterzeichnete Damm im Dezember 2019 eine Vertragsverlängerung als Cheftrainer bis 2021. In der wegen der COVID-19-Pandemie abgebrochenen Spielzeit 2019/20 stieg er mit der Mannschaft als Zweitplatzierter in die viertklassige Regionalliga auf.
Nach sechs Niederlagen in sieben Ligaspielen und auf einem Abstiegsplatz liegend, wurde Damm Ende Oktober 2023 im Anschluss an eine 1:2-Niederlage gegen die Kickers Offenbach entlassen.

## Erfolge und Auszeichnungen
KSV Hessen Kassel
- als Trainer Vizemeister in der Hessenliga und Aufstieg in die Regionalliga 2020/21[8]

## Privates
Im Zeitraum von Oktober 2002 bis Juni 2003 absolvierte Damm seinen Grundwehrdienst im hessischen Schwarzenborn. Er schloss eine Ausbildung zum Gießereimechaniker im Volkswagen-Werk Baunatal ab.
Damm ist verheiratet und hat zwei Kinder.